# 中国驻吉尔吉斯斯坦大使馆
中华人民共和国驻吉尔吉斯共和国大使馆，简称中国驻吉尔吉斯斯坦大使馆，是中华人民共和国驻吉尔吉斯斯坦的外交代表机构。